# Heteropterys fragilis
Heteropterys fragilis är en tvåhjärtbladig växtart som beskrevs av André M. Amorim. Heteropterys fragilis ingår i släktet Heteropterys och familjen Malpighiaceae. Inga underarter finns listade i Catalogue of Life.